# Puppet on a String
Puppet on a String (Lutka na koncu) je pjesma koja je britanska pjevačica Sandie Shaw pjevala na Euroviziji 1967. i pobijedila. Ovo je bila prva pobjeda za Veliku Britaniju na ovom natjecanju. Pjesma se svidjela nacionalnim žirijima te godine te je odnijela, do tada, najviše bodova od svih drugih pobjednika proteklih godina. Uz to, te godina je sakupila čak dva puta više bodova nego drugoplasirana Irska. Zapamćena je kao jedan od klasika s Eurovizije te je u to vrijeme bila veliki hit u Europi.
Pjevačica govori o ljubavnoj prevrtljivosti koju nalazi u svojoj vezi. Nije sigurna kamo je ta ljubav vodi te naglašava kako bi se moglo dogoditi da ju ljubavnik zbog svoje nesigurnosti napusti. Uspoređuje ljubav s vrtuljkom na sajmu, gdje je onaj tko se na njemu vezu, u jednom trenutku dolje a u drugom gore. Kaže da je cijela vezana uz njega, samo ne zna kamo je ta privrženost vodi. U nadi je da će joj ta odanost ljubavniku jednoga dana donijeti mnogo dobroga. Baš kao lutka na koncu.
Pjesma je u večeri natjecanja bila izvedena 11. po redu, poslije Ik Heb Zorgen Louisa Neefsa iz Belgije i prije Hablemos Del Amor Raphaela iz Španjolske. Osvojila je ukupno 47 bodova.